# マトリックス組織

マトリックス組織

マトリックス組織（マトリックスそしき）は、網の目型の組織形態で、従来の職能別組織にそれら各機能を横断するプロジェクトまたは製品別事業などを交差させたもの。
構成員が自己の専門とする職能部門と特定の事業を遂行する部門の両方に所属する組織であり、プロジェクトに対する管理上の責任と専門技術上の責任を明確に分離することによって、単純なプロジェクト管理組織の難点を解消するように設計された形態である。情報の流通が大きくなる長所がある一方、各組織構成員が複数の上司から指示を受けるワンマン・ツーボスシステムのため、命令の一元化の原則に反し、組織が混乱することがある。
マトリックス組織の起源は1970年代の宇宙産業に遡る。TRW、GE、エクイタブル生命保険、シティコープ、シェル石油、ダウコーニングが採用した。